# Euphlyctis ghoshi
Euphlyctis ghoshi är en groddjursart som först beskrevs av Shyamal Kumar Chanda 1991.  Euphlyctis ghoshi ingår i släktet Euphlyctis och familjen Dicroglossidae. IUCN kategoriserar arten globalt som otillräckligt studerad. Inga underarter finns listade i Catalogue of Life.